# 浄蓮坊 (富士宮市)

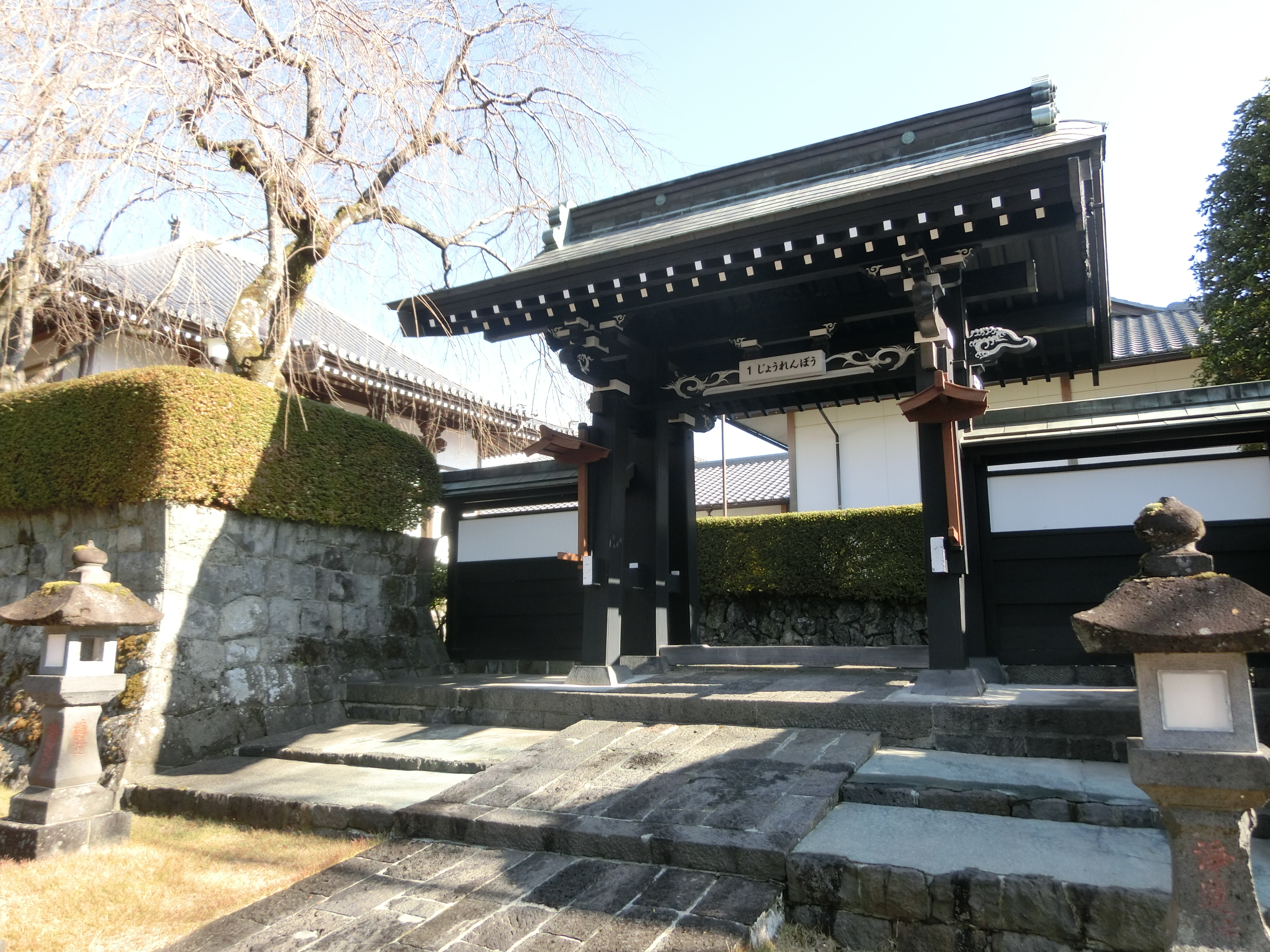
浄蓮坊

浄蓮坊（じょうれんぼう）は、日蓮正宗総本山大石寺の塔中坊の一つ。表塔中にある。

## 歴史
- 1331年（元徳元年） - 第4世法主日道を開基として建立される。
- 1893年（明治26年）2月11日 - 後の第59世法主日亨が看守となる。1896年に住職となる(1回目)。
- 1908年（明治41年）12月1日 - 後の第60世法主日開が住職となる。
- 1915年（大正4年）8月28日 - 後の第59世法主日亨が住職となる。(2回目)
- 1958年（昭和33年）7月19日 - 第65世日淳の大導師により旧本堂落成法要が行われる。
- 2007年（平成19年）10月24日 - 立正安国論正義顕揚750年記念局総本山総合整備事業の一環として改築され、第68世法主日如の大導師で新築落慶入仏法要が行われる。安置の御本尊は改築にあたり日如が新たに書写した御本尊である。ちなみに、旧本堂には小幅の板本尊と日蓮の御影像が安置されていた。